# Садатмехелле (Тегеран)
Садатмехелле (перс. ساداتمحله‎) — село на севере Ирана, в остане Тегеран. Входит в состав шахрестана Демавенд. Является частью дехестана (сельского округа) Абали бахша Рудехен.

## География
Село находится в восточной части остана, при автодороге 79, на расстоянии приблизительно 8 километров (по прямой) к западо-северо-западу от города Демавенд, административного центра шахрестана. Абсолютная высота — 1954 метра над уровнем моря.

## Население
По данным переписи 2006 года население села составляло 1396 человек (716 мужчин и 680 женщины). В Садатмехелле насчитывалось 380 домохозяйств. Уровень грамотности населения составлял 78,7 %. Уровень грамотности среди мужчин составлял 81,8 %, среди женщин — 75,4 %.
В 2016 году в селе имелось 436 домохозяйств и проживало 1397 человек (726 мужчин и 671 женщина).